# Tamásfi Gyula
Tamásfi Gyula (Tomsics Gyula, Székesfehérvár, 1836. február 29. – Székesfehérvár, 1902. február 11.) költő, újságíró, városi tanácsos.

## Élete
Tomsics Mátyás iparos fia. Középiskoláit szülőhelyén a ciszterciek főgimnáziumában 1854-ben végezte. Hat hónapi nevelősködés után a mérnöki pályát választotta és 1855-től 1862-ig Sárközben, Veszprémben és Fehér megyében mérési műveleteket tett. Azonban ezen pályával is felhagyott; hazatérve az irodalommal foglalkozott 1868-ig. Ekkor Székesfehérváron a városi törvényszékhez került, 1872-ben pedig aljegyzőnek választották és ezen minőségben 1881-ig működött, amikor gazdasági tanácsosnak választották meg Székesfehérváron. 1901-ben nyugdíjazták.

## Írásai
Költeményeket és cikkeket írt a következő hirlapokba, folyóiratokba és évkönyvekbe: Üstökös (keletkezésétől 1865-ig), Kalauz (1858.), Hölgyfutár (1859., 1862-64.), Sárközi Naptár (1861.), Népujság, Trombita, Kakas Márton Naptára (1861.), Vasárnapi Ujság (1861-62., 1877.), Tavasz-Album (1861.), Sárközi Árvízkönyv (1862.), Napkelet (1862-63.), Nefelejts (1862-65. költ. és humorisztikus tárczalevelek Kukoricza János álnév alatt), Vértesaljai Naptár (1862.), Császárfürdői Album (1863.), Koszorú, Zalamegyei Közlöny, Balatonfüredi Napló, Gombostű lap és naptár, Virágcsokor, Borászati Csarnok, Győri Közlöny, uj Nemzedék, Fővárosi Lapok, Felvidék (Kassa, 1864-65.), Nővilág, Füles Bagoly, Gombostű Naptár (1864.), Bolond Miska (1864.), Székesfehérvári Évkönyv (1865.), Somogy (1866. Kukoricza levelek, 1867. 51. sz. Irodalmunk pangásáról), Bolond Miska Naptára (1867.), Irodalom (1887.) és a helyi lapokba (Székesfejérvár, Vértesalja, Székesfejérvár és Vidéke, Szabadság).

## Munkái
- Tamásfi Gyula költeményei. I. kötet. Székesfejérvár, 1876.
- Longfellow Henrik, Hiavata. Amerikai indus hitrege. Angolból ford. Bpest, 1886. (Olcsó Könyvtár 190.)

### Kéziratban
Ki szerelmes a háznál, verses vígj. 1. felv. (előadatott Székesfejérvárt 1862-ben); A biró fia, verses népszínmű 3 felv. (a budapesti népszinháznál); a Kisfaludy-Társaság 1866. pályázatán «Pilátus» c. humorisztikus költői elbeszélése dicséretet nyert; úgyszintén Uo. «A dologkerülő» költői elbeszélése (megjelent a Vasárnapi Ujságban, 1877.); a kassai Felvidék 1864. pályázatán: «Anyánk és mi» c. költeménye 3 darab arany pályadíjat nyert.

## Álnevei
Kukuricza János, Alba és Egyenes (1858-tól kezdve).